# Българи в Украйна
Българите са пета по численост народност в Украйна. Според преброяването на населението през 2001 г. те са 204 574 души, или 0,42 % от населението на страната. Според оценки на проф. Божидар Димитров числеността на хората с български произход е около 1 000 000 души.

## История

### Ранни заселвания
Първите конкретни сведения за спорадично заселване на българи в Украйна в Ново време са от началото на XVIII век, когато в руската армия започват да се сформират части от православни доброволци от Балканите. През 1724 година е сформиран Сръбски хусарски полк, дислоциран първоначално в Киев, а след това в района на Тор – в него и в други подразделения от този период служат десетки българи. По това време в Украйна се установяват и български търговци, като по-значителен е броят им в град Нежин. В руските документи от този период се срещат и много заселници с български имена, вписани като сърби, унгарци или гърци.
От лятото на 1751 година в Украйна организирано се преселват цели пандурски и хусарски полкове, съставени от „православни сърби, македонци, българи и власи“, които дотогава са били на служба при Хабсбургите. За тях са създадени две особени административни единици – Славяносърбия и Нова Сърбия, малко по-късно са сформирани Български и Македонски хусарски полк. Тази вълна привлича и множество други заселници, идващи направо от Балканите. Между 1752 и 1754 година в Украйна пристигат 620 български семейства, прекарали известно време в Жечпосполита, като основната част от тях се установява в Новомиргород. Общият брой на българите в Украйна в края на 50-те години се оценава на 1600 до 1800 души.
През 1763 година императрица Екатерина II издава манифест, целящ насърчаване на имиграцията, който залага правните основи за заселването на чужденци в слабо населените области на Руската империя. На заселниците е обещана свобода на вероизповеданието, освобождаване от данъци (30 години за установилите се в пустеещи земи и 5 години за настанилите се в градовете), заеми за разходите по пътуване и първоначално установяване, известна общинска автономия, освобождаване от военна служба и други подобни повинности. След издаването на манифеста руското правителство редовно изпраща свои представители, включително и в България, които агитират местното население да се пресели в Империята.
Макар и все още малка, българската общност в Украйна взема активно участие в Руско-турската война от 1768 – 1774 година. В самото начало на войната 90-хилядна армия на Кримското ханство настъпва на север и опустошава Славяносърбия и Нова Сърбия, принуждавайки населението да се укрие в по-големите крепости. Местните жители, сред които много българи, успяват да отблъснат татарите при Екатеринослав. Те са организирани във военни подразделения, които по-късно участват в боевете при Фокшани и в превземането на Букурещ от авангардния отряд на Назар Каразин.
Най-много българи се преселват в Украйна в края на XVIII и началото на XIX век. По време на Руско-турската война от 1768 – 1774 година броят на установилите се в Украйна, главно в земите на създаващата се по това време Бугска казашка войска, се оценява на 2 до 3 хиляди души. Сред най-масовите изселвания при тази война е това на 400 семейства от Алфатар, които основават селището Олшанка. Подобни преселвания има и през следващата Руско-турска война (1787 – 1792), както и в годините след нея.
В самата война взимат участие както много бежанци от България, така и стотици българи, установили се по-рано в Украйна. Значителен е техният брой при ключовите за изхода от войната обсади на османските крепости Оджак и Измаил.
Нова преселническа вълна има през първите години на XIX век, в апогея на кърджалийството, когато руското правителство финансира заселването на хиляди български бежанци. През този период те пристигат главно по море и идват най-често от източните части на Тракия, която е най-тежко засегната от безредиците. Най-много заселници по това време се установяват в селата около Херсон. Към 1806 година броят на българите в Украйна, изключвайки множеството определящи се като гърци, се оценява на 17 – 18 хиляди души.
В административно отношение българските и другите чужди колонии в Украйна се ползват с автономия спрямо местната администрация и са пряко подчинени на Обща канцелария за опекунство на чужденците. Първоначално тя е със седалище в Санкт Петербург, а през 1800 година е преместена в Екатеринослав. През годините тя има различни местни подразделения, като най-трайно и активно е това за Бесарабия.

### Масови преселения в началото на XIX век
Преселването на българи в Украйна е една от целите на Руската империя при военните действия на Балканите по време на Руско-турската война от 1806 – 1812 година и стотици българи са принудително изселени от Влашко към Украйна. По това време започват масовите заселвания на българи в Буджак. Непосредствено преди войната руското правителство изселва местните татари с намерението да укрепи границата си, заселвайки там християнско население. Първоначално заселниците са главно румънци, но с прехвърлянето на военните действия на Балканите през 1809 година и с оттеглянето на руснаците от Добруджа и североизточна България през следващата година няколко хиляди българи се преселват в областта. Въпреки усилията на руските власти, от около 90 хиляди български бежанци по време на войната едва 10% се установяват на руска територия, а голямото мнозинство остава във Влашко и Молдова.
В самата война участват много българи, както бежанци, така и живеещи вече в Украйна или в окупираните в началото на войната Бесарабия и Буджак, както и от други части на Влашко и Молдова. Те участват във военните действия във Влашко, но след примирието през 1807 година доброволческите отряди са разпуснати, заради лоша дисциплина и грабежи на местното население. През пролетта на 1811 година е сформирано самостоятелна подразделение – Българска земска войска – в което участват много българи от Украйна и което се включва активно в боевете при Русе, Тутракан и Силистра.
Заселването на българи в днешна Украйна продължава и след края на войната. Клауза на Букурещкия договор дава възможност на османските поданици свободно да се изселват от страната в продължение на 18 месеца след подписването му. През този период много българи се преселват в Буджак, а също и в по-големи градове като Одеса и Кишинев. Сред тях има и хора, установили се първоначално в Молдова, където са заплашени от закрепостяване от местните земевладелци. Към 1818 година броят на българите в Бесарабия вече е около 30 хиляди души.
През 1818 година Общата канцелария за опекунство на чужденците е преобразувана в Попечителен комитет за чуждите поселници и е преместена в Одеса. Пръв главен попечител става генерал Иван Инзов, който развива активна дейност за организирането на колониите в Южна Бесарабия.
Руско-турската война от 1828 – 1829 година се отразява изключително тежко на мирното население в Източна България – принудителни изселвания, реквизиции и масова мобилизация на цивилно население за обслужване на двете армии предизвикват икономическа катастрофа, а към това се добавя и епидемия от чума, която по някои оценки унищожава 1/3 от населението на източна Тракия. Това предизвиква вълна от български бежанци, известна част от които преминава в Украйна – броят на преселилите се по време на самата война се оценява на 2 – 3 хиляди души.
През септември 1829 година е сключен Одринският мирен договор, който отново дава възможност за изселване от Османската империя и поставя началото масова изселническа вълна, достигнала своята кулминация в края на руската окупация на източна България през април 1830 година. Общият брой на изселниците е 140 – 150 хиляди души, като над 3/4 от тях заминават за Бесарабия и Южна Украйна.

### Кримската война и годините след нея
След разгрома на Руската империя в Кримската война голяма част от българските колонии в Южна Бесарабия, заедно с главния български център там Болград, преминават на територията на Молдова и образуваната малко по-късно обединена Румъния. Същевременно масовите бягства на мюсюлмани от Украйна продължават да обезлюдяват някои райони и руското правителство предприема нови опити да стимулира заселването на българи в Украйна, като започва преговори с Османската империя за размяна на население.
В края на 1860 година възниква напрежение между българите в района на Болград и румънската администрация, при което местен чиновник е пребит. На 8 ноември полицията разпръсква събрание на българи, след което започват произволни насилия – загиват 10 души, а около 200 са ранени. Тези събития предизвикват вълна от преселвания на руска територия, при която над 21 000 българи от румънската част на Бесарабия се преселват в Руската империя. Част от тях се установяват в българските колонии от другата страна на границата, но много други получават земя в Таврия на мястото на напусналите този край ногайци, поставяйки началото на друга българска общност – таврийските българи.
Последното значително преселване на българи в Украйна е от 1861 година, когато руските дипломатически представителства започват нова активна кампания в различни части на страната, обещавайки на преселниците добри условия на живот в села, изоставени от татарите. Руската пропаганда намира отзвук главно във Видинско, Белоградчишко и Ломско, където забавената поземлена реформа е източник на трайно напрежение, достигащо до открити бунтове. От тази област заминават 11 хиляди души, а общият брой на преселниците е около 12 хиляди.
Преселниците от 1861 година трябва да бъдат настанени в Таврия и Крим, но руската администрация е напълно неподготвена и около 2000 души измират от глад и болести през зимата на 1861 – 1862 година. Сведенията за това, както и активната кампания на общественици, като Георги Раковски, довеждат до бързо затихване на бежанската вълна, в Ломско руски агенти са прогонвани от българските села а във Видин тълпи от селяни обсаждат руското консулство, настоявайки да получат обратно паспортите си. В началото на 1862 година преселниците масово изпращат молби до османските власти да подпомогнат завръщането им в България, и до края на годината почти всички българи от тази преселническа вълна се връщат по домовете си, като в Украйна остават не повече от 1600 души.
През 1871 година е премахнат особения статут на българските колонии, дотогава подчинени на Попечителния комитет за чуждите преселници, и те са присъединени към създадените малко по-рано общи земски управи. По това време броят на българите в Украйна и руската част на Молдова се оценява на около 120 хиляди души.

### В Съветския съюз
В средата на 30-те години на 20 век са арестувани и избити около 25 хиляди български интелигенти в Таврия – учители, инженери, свещеници, агрономи, студенти. Този процес не можа да спре и присъствието на българските политемигранти от Септемврийското въстание през 1923 година. Те са разквартирувани по предложение на първия президент на УССР – българина Кръстьо Раковски, за да подкрепят запазването на българщината в Украйна.

### По време на Руско-украинската война
При започналата на 24 февруари 2022 година руска агресия срещу Украйна част от териториите с компактно българско население са окупирани от руската армия, а в окупираните части на Запорожката област окупационните власти забраняват изучаването на български език и затварят българските неделни училища и центрове, а земеделската им продукция е изкупена принудително на безценица и много от тях са застрашени от глад.

## Численост и дял
Численост и дял на българите според преброяванията на населението в Украйна през годините:
| Година | Дял (в %) | Численост |
| 1926   | 0.31      | 92 078    |
| 1939   | 0.27      | 83 838    |
| 1959   | 0.52      | 219 409   |
| 1970   | 0.49      | 234 390   |
| 1979   | 0.48      | 238 217   |
| 1989   | 0.45      | 233 800   |
| 2001   | 0.42      | 204 574   |

Българите в Украйна населяват основно областите Бесарабия, Таврия и Поднепровие.

### Бесарабия
| Карта с българските анклави в Украйна |  | Етническа карта на областта Буджак (Южна Бесарабия) |
| Карта с българските анклави в Украйна |  | Етническа карта на областта Буджак (Южна Бесарабия) |

Бесарабските българи в Украйна населяват южната част на областта Бесарабия, известна още като Буджак (разположена в Одеска област). Според преброяването на населението през 2001 г. в областта живеят около 129 023 българи (или 20,68 % от общото население), които са 63,06 % от българите в Украйна.
Численост и дял на българите по райони и градове с областно значение, според преброяването на населението през 2001 г.:
| Район или град с областно значение | Численост | Дял (в %) |
| Буджак                             | 129 023   | 20.68     |
| ---------------------------------- | --------- | --------- |
| Арцизки район                      | 20 161    | 38.96     |
| Белгород Днестровски               | 2114      | 3.67      |
| Белгородднестровски район          | 759       | 1.21      |
| Болградски район                   | 45 576    | 60.80     |
| Измаил                             | 8609      | 10.11     |
| Измаилски район                    | 14 072    | 25.72     |
| Килийски район                     | 2559      | 4.27      |
| Ренийски район                     | 3439      | 8.45      |
| Саратски район                     | 9988      | 20.01     |
| Тарутински район                   | 16 958    | 37.54     |
| Татарбунарски район                | 4788      | 11.47     |

### Таврия
Таврийските българи (наричани още приазовски българи) населяват предимно Запорожка област. Към тях се причисляват и българите от Кримския полуостров, или т.нар. кримски българи.
Предполагаемият брой на българите за някои населени места е следният: Бердянск – 10 000, Запорожие – 5000, Мелитопол – 4000, с. Преслав – 4000, с. Ботево /Цареводаровка /Каленчак – 3000, с. Зеленовка /Зеленово – 2200, с. Бановка /Баново – 1800, с. Хирсовка /Гирсовка /Тропокево – 1500, и други.

### Поднепровие
Поднепровските българи населяват предимно Кировоградска област и Днепропетровска област.
Най-компактното население на българи в Олшанка (Кировоградска област), които често наричат себе си алфатарски българи.

### В административно-териториално отношение

#### Преброяване през 1926 г.
Численост на българите според преброяването на населението през 1926 г., по окръзи:
| Окръг           | Численост | Дял (в %) |
| Общо            | 92 078    | 0.3175    |
| --------------- | --------- | --------- |
| Артемовски      | 192       | 0.0250    |
| Белоцерковски   | 10        | 0.0011    |
| Бердичевски     | 20        | 0.0027    |
| Виницки         | 89        | 0.0114    |
| Волински        | 9         | 0.0013    |
| Глуховски       | 3         | 0.0005    |
| Днепропетровски | 300       | 0.0232    |
| Запорожки       | 97        | 0.0182    |
| Зиновевски      | 91        | 0.0118    |
| Изюмски         | 4         | 0.0010    |
| Каменецки       | 22        | 0.0040    |
| Киевски         | 108       | 0.0067    |
| Конотопски      | 1         | 0.0001    |
| Коростенски     | 2         | 0.0003    |
| Кременчугски    | 21        | 0.0026    |
| Криворожки      | 89        | 0.0157    |
| Купянски        | 4         | 0.0009    |
| Лубенски        | 4         | 0.0007    |
| Лугански        | 140       | 0.0228    |
| Мариуполски     | 1413      | 0.3407    |
| Мелитополски    | 50 361    | 6.8476    |
| Молдавска АССР  | 6026      | 1.0532    |
| Могильовски     | 22        | 0.0042    |
| Нежински        | 0         | 0.0000    |
| Николаевски     | 5225      | 1.0514    |
| Одески          | 19 411    | 2.2551    |
| Первомайски     | 7634      | 1.1470    |
| Полтавски       | 57        | 0.0052    |
| Прилуцки        | 11        | 0.0021    |
| Проскуровски    | 14        | 0.0024    |
| Роменски        | 1         | 0.0001    |
| Сталински       | 338       | 0.0517    |
| Старобелски     | 8         | 0.0016    |
| Сумски          | 6         | 0.0008    |
| Тулчински       | 32        | 0.0045    |
| Умански         | 30        | 0.0033    |
| Харковски       | 154       | 0.0096    |
| Херсонски       | 95        | 0.0167    |
| Черниговски     | 0         | 0.0000    |
| Шевченковски    | 20        | 0.0017    |
| Шепетовски      | 12        | 0.0018    |

#### Преброяване през 1989 и 2001 г.
Численост на българите според преброяването на населението през 1989 и 2001 г., по области:
| Област                                        | Численост | Численост | Област                                        | Дял (в %) | Дял (в %) |
| Област                                        | 1989      | 2001      | Област                                        | 1989      | 2001      |
| Общо                                          | 233 800   | 204 574   | Средно за страната                            | 0.4544    | 0.4240    |
| --------------------------------------------- | --------- | --------- | --------------------------------------------- | --------- | --------- |
| Виницка област                                | 333       | 319       | Виницка област                                | 0.0173    | 0.0180    |
| Волинска област                               | 96        | 110       | Волинска област                               | 0.0090    | 0.0104    |
| Днепропетровска област                        | 2740      | 2269      | Днепропетровска област                        | 0.0708    | 0.0637    |
| Донецка област                                | 7217      | 4833      | Донецка област                                | 0.1358    | 0.1001    |
| Житомирска област                             | 236       | 229       | Житомирска област                             | 0.0153    | 0.0164    |
| Закарпатска област                            | 290       | 279       | Закарпатска област                            | 0.0232    | 0.0222    |
| Запорожка област                              | 34 633    | 27 764    | Запорожка област                              | 1.6698    | 1.4409    |
| Ивано-Франкивска област                       | 194       | 128       | Ивано-Франкивска област                       | 0.0137    | 0.0091    |
| Киев                                          | 1665      | 1514      | Киев                                          | 0.0647    | 0.0589    |
| Киевска област                                | 628       | 480       | Киевска област                                | 0.0324    | 0.0263    |
| Кировоградска област                          | 3148      | 2205      | Кировоградска област                          | 0.2563    | 0.1958    |
| Крим, а.р. (1991 – 2014); КАССР (1921 – 1991) | 2186      | 1877      | Крим, а.р. (1991 – 2014); КАССР (1921 – 1991) | 0.0899    | 0.0927    |
| Лвовска област                                | 459       | 318       | Лвовска област                                | 0.0168    | 0.0122    |
| Луганска област                               | 2574      | 1625      | Луганска област                               | 0.0900    | 0.0639    |
| Николаевска област                            | 7065      | 5614      | Николаевска област                            | 0.5318    | 0.4445    |
| Одеска област                                 | 165 821   | 150 683   | Одеска област                                 | 6.3188    | 6.1361    |
| Полтавска област                              | 359       | 364       | Полтавска област                              | 0.0205    | 0.0224    |
| Ровненска област                              | 125       | 113       | Ровненска област                              | 0.0107    | 0.0096    |
| Севастопол                                    | към КАССР | 405       | Севастопол                                    | към КАССР | 0.1073    |
| Сумска област                                 | 181       | 198       | Сумска област                                 | 0.0126    | 0.0152    |
| Тернополска област                            | 68        | 95        | Тернополска област                            | 0.0058    | 0.0083    |
| Харковска област                              | 1405      | 1071      | Харковска област                              | 0.0442    | 0.0369    |
| Херсонска област                              | 1302      | 1040      | Херсонска област                              | 0.1052    | 0.0886    |
| Хмелницка област                              | 209       | 207       | Хмелницка област                              | 0.0137    | 0.0145    |
| Черкаска област                               | 376       | 384       | Черкаска област                               | 0.0246    | 0.0274    |
| Черниговска област                            | 188       | 177       | Черниговска област                            | 0.0133    | 0.0143    |
| Чернивецка област                             | 302       | 273       | Чернивецка област                             | 0.0321    | 0.0297    |

## Организации
В сайта на ДАБЧ на България се посочва, че в Украйна има 78 действащи организации на българите – 38 дружества, 5 печатни медии, 1 електронна медия, 5 културни формации, 27 учебни заведения, 1 фолклорен състав и 1 младежка организация.
|                                                                                               | Вид                  | Адрес                                  | Седалище или местонахождение        | Година на основаване | Година на закриване | Уебсайт или блог                                                    |
| --------------------------------------------------------------------------------------------- | -------------------- | -------------------------------------- | ----------------------------------- | -------------------- | ------------------- | ------------------------------------------------------------------- |
| Асоциация на българите в Украйна                                                              | дружество            | пер. Вицеадмирал Жуков 9               | Одеса                               | 1993                 |                     | abuodes.org.ua                                                      |
| Българо–гагаузко дружество „Кубей“                                                            | дружество            | ул. Русев „76“                         | Кубей (село в Болградски район)     |                      |                     |                                                                     |
| Българска община „Света София“                                                                | дружество            | ул. Бендерска „43“                     | Измаил                              |                      |                     |                                                                     |
| Български женски клуб                                                                         | дружество            | ул. Вицеадмирал Жуков 9                | Одеса                               |                      |                     |                                                                     |
| Български културно–просветен клуб „Трендафил“                                                 | дружество            |                                        | Лозова (село в Тернополска област)  |                      |                     |                                                                     |
| Българско дружество „Марин Дринов“                                                            | дружество            | ул. Чичибабин 5                        | Харков                              |                      |                     |                                                                     |
| Българско дружество „Пандаклия“                                                               | дружество            | ул. Киров 68                           | Пандъкли (село в Болградски район)  |                      |                     |                                                                     |
| Българско дружество „Роднина“                                                                 | дружество            | ул. Училищна 46                        | Запорожие                           |                      |                     |                                                                     |
| Българско дружество „Родолюбие“                                                               | дружество            | ул. Химици 18                          | Южне                                |                      |                     |                                                                     |
| Българско дружество „Св. св. Кирил и Методий“                                                 | дружество            | пр. Суворов 33                         | Измаил                              |                      |                     |                                                                     |
| Българско дружество „Хан Аспарух“                                                             | дружество            |                                        | Болград                             |                      |                     |                                                                     |
| Българско дружество „Христо Ботев“                                                            | дружество            | ул. Вицеадмирал Жуков 9                | Одеса                               |                      |                     |                                                                     |
| Българско дружество „Чушмелий“                                                                | дружество            | ул. Октомврийска 52                    | Чушмелия (село в Болградски район)  |                      |                     |                                                                     |
| Българско дружество                                                                           | дружество            | ул. Софиевска, квартал Тръновка        | Николаев                            |                      |                     |                                                                     |
| Българско културно–просветно дружество „Дружба“                                               | дружество            |                                        | Приазовске                          |                      |                     |                                                                     |
| Българско културнопросветно дружество „Късмет“                                                | дружество            | ул. Градинска 7                        | Килия                               |                      |                     |                                                                     |
| Българско културно–просветно дружество „Христо Ботев“                                         | дружество            | ул. Катедрална 46                      | Арциз                               |                      |                     |                                                                     |
| Българско културно–просветно дружество „Христо Ботев“                                         | дружество            | ул. Серхий Цветок 10, квартал Тръновка | Николаев                            |                      |                     |                                                                     |
| Българско културно–просветно дружество                                                        | дружество            | ул. Олимпийска 12                      | Белгород Днестровски                |                      |                     |                                                                     |
| Българско национално-културно дружество „Отечество“ (Областен център за национални култури)   | дружество            | ул. Андрей Карташов 38                 | Рени                                |                      |                     |                                                                     |
| Българско районно културно–просветно дружество „Съдружество“                                  | дружество            |                                        | Приморск                            |                      |                     |                                                                     |
| Всеукраинска обществена организация „Конгрес на българите в Украйна“                          | дружество            | бул. Гагарин 12 а                      | Одеса                               | 2007                 |                     | kbg.org.ua                                                          |
| Градска обществена организация „Българите на Херсон“                                          | дружество            | ул. Покрышев, д. 45, корп.3, кв. 8     | Херсон                              | 2010                 |                     |                                                                     |
| Дружество за българска история и култура „Родолюбие“                                          | дружество            |                                        | Бердянск                            | 1992                 |                     |                                                                     |
| Дружество за българска култура „Балкани“                                                      | дружество            | ул. Междукултурна 145                  | Мелитопол                           |                      |                     |                                                                     |
| Дружество на бесарабските българи „Св. св. Кирил и Методий“                                   | дружество            | ул. Суворова 85                        | Болград                             |                      |                     | bessarabbolgar.narod.ru                                             |
| Дружество на олшанските българи „Алфатар“                                                     | дружество            | ул. Лагонда 15                         | Олшанка                             |                      |                     |                                                                     |
| Киевско дружество за българска култура „Родолюбие–1989“                                       | дружество            |                                        | Киев                                | 1989                 |                     |                                                                     |
| Киевско дружество за българска култура „Родолюбие“                                            | дружество            | ул. Андрий Малишко 1                   | Киев                                |                      |                     |                                                                     |
| Кримско републиканско българско дружество „Паисий Хилендарски“                                | дружество            | бул. Ленин 6                           | Симферопол                          | 1995                 |                     |                                                                     |
| Кримско републиканско българско дружество „Паисий Хилендарски“                                | дружество            | ул. Марат 8, кв. 47                    | Керч                                |                      |                     |                                                                     |
| Културно-просветно дружество на българите от Саратски район „Възраждане“                      | дружество            | ул. Кристиан Вернер 7                  | Сарата                              |                      |                     |                                                                     |
| Национален културен център–дружество „Изгрев“                                                 | дружество            | пл. Бунтовниците 6, комната 25         | Севастопол                          |                      |                     |                                                                     |
| Областно българско дружество „Чийшия“                                                         | дружество            | ул. Вицеадмирал Жуков 9                | Одеса                               |                      |                     |                                                                     |
| Областно българско дружество                                                                  | дружество            |                                        | Луганск                             |                      |                     |                                                                     |
| Областно дружество за българска култура                                                       | дружество            | ул. Гоголь 60                          | Запорожие                           |                      |                     |                                                                     |
| Обществена организация „Тракия“                                                               | дружество            | пер. Успенска 14                       | Одеса                               | 2013                 |                     |                                                                     |
| Републиканско дружество на депортираните от Крим българи „Братя Стоянови“                     | дружество            | ул. Ковыльна, д. 60, кв. 46            | Симферопол                          |                      |                     |                                                                     |
| Вестник „Извор“                                                                               | печатна медия        | бул. Ленин 6                           | Симферопол                          | 1997                 |                     |                                                                     |
| Вестник „Роден край“                                                                          | печатна медия        | ул. Канатна 83                         | Одеса                               | 1989                 |                     | rodenkray.od.ua Архив на оригинала от 2017-06-25 в Wayback Machine. |
| Вестник „Украйна: българско обозрение“                                                        | печатна медия        | пер. Вицеадмирал Жуков 9               | Одеса                               | 2000                 |                     |                                                                     |
| Списание „Българите в Украйна, Русия и в другите държави в ОНД“                               | печатна медия        |                                        | Одеса                               | 2004                 |                     |                                                                     |
| Списание „Българите в диаспорите на целия свят“                                               | печатна медия        |                                        | Одеса                               | 2004                 |                     |                                                                     |
| Телевизионно и радиопредаване „Роден край“ (към Одеска областна държавна телерадиокомпания)   | електронна медия     | ул. Фонтанска дор. 3                   | Одеса                               | 1989                 |                     |                                                                     |
| Български културен център „Акад. Александър Теодоров–Балан“                                   | културна формация    | ул. Русев 76                           | Кубей (село в Болградски район)     |                      |                     |                                                                     |
| Български културно–информационен център                                                       | културна формация    | ул. Шевченко 9                         | Бердянск                            |                      |                     |                                                                     |
| Всеукраински център за българска култура (ВЦБК)                                               | културна формация    | ул. Вицеадмирал Жуков 9                | Одеса                               | 1999                 |                     |                                                                     |
| Областен български културен център                                                            | културна формация    | пр. Дмитро Яворницки 35                | Днипро                              |                      |                     |                                                                     |
| Областен център за българска култура                                                          | културна формация    | пр. Катедрален 154                     | Болград                             |                      |                     |                                                                     |
| Болградска гимназия „Георги Сава Раковски“                                                    | учебно заведение     | ул. „28 юни“ №1                        | Болград                             | 1858                 |                     | bghome.hut2.ru                                                      |
| Български културно–просветен център „Аз Буки Веди“                                            | учебно заведение     |                                        | Одеса                               | 2008                 |                     |                                                                     |
| Българско неделно училище (към Български културен център)                                     | учебно заведение     | пр. Катедрален 154                     | Болград                             |                      |                     |                                                                     |
| Българско неделно училище (към Българско културно–просветно дружество „Родолюбие“)            | учебно заведение     | ул. Шевченко 11                        | Бердянск                            | 1999                 |                     |                                                                     |
| Българско неделно училище (към Всеукраински център за българска култура)                      | учебно заведение     | пер. Вицеадмирал Жуков 9               | Одеса                               | 2001                 |                     |                                                                     |
| Българско неделно училище (към дружество „Родолюбие“)                                         | учебно заведение     | Оболонски проспект 18 в                | Киев                                | 1994                 |                     |                                                                     |
| Българско неделно училище (към Симферополското градско българско дружество)                   | учебно заведение     | пр-кт Ленин 6/1, кв. 6                 | Симферопол                          |                      |                     |                                                                     |
| Българско неделно училище „Джон Атанасов“                                                     | учебно заведение     | ул. Катедрална 115                     | Приморск                            |                      |                     |                                                                     |
| Българско неделно училище                                                                     | учебно заведение     | ул. Училищна 46, кв. 94                | Запорожие                           |                      |                     |                                                                     |
| Българско неделно училище                                                                     | учебно заведение     | ул. Бендерска 43                       | Измаил                              |                      |                     |                                                                     |
| Българско неделно училище                                                                     | учебно заведение     | ул. Шевченко 8                         | Черноморск                          | 2004                 |                     |                                                                     |
| Българско неделно училище                                                                     | учебно заведение     | ул. Марат 8, кв. 47                    | Керч                                |                      |                     |                                                                     |
| Детската художествена школа при Българската община                                            | учебно заведение     | ул. Бендерска 43, Дом художников       | Измаил                              |                      |                     |                                                                     |
| Катедра „Българска филология“ (при Филологическия факултет на Одеския национален университет) | учебно заведение     | Френски булевард 24/ 26, каб. 78       | Одеса                               |                      |                     |                                                                     |
| Неделно българско училище (към дружество „Изгрев“)                                            | учебно заведение     | пл. Бунтовниците 6, каб. 25-а          | Севастопол                          |                      |                     |                                                                     |
| Неделно училище (към Областния център за национални култури)                                  | учебно заведение     | ул. Андрей Карташов 38, ст.83          | Рени                                | 2001                 |                     |                                                                     |
| Неделно училище (при ОБКЦ)                                                                    | учебно заведение     | пр. Дмитро Яворницки 35                | Днипро                              | 2002                 |                     |                                                                     |
| Неделно училище „Изворче“ (към БКЦ „Акад. Ал. Теодоров-Балан“)                                | учебно заведение     |                                        | Кубей (село в Болградски район)     |                      |                     |                                                                     |
| Неделно училище „Изворче“ (към Български културен център)                                     | учебно заведение     | ул. Шевченко 11                        | Бердянск                            |                      |                     |                                                                     |
| Новоселивско общообразователно училище                                                        | учебно заведение     |                                        | Новоселивка (село в Килийски район) | 1947                 |                     |                                                                     |
| Петровско–І ООУ                                                                               | учебно заведение     |                                        | Петровск (село в Тарутински район)  | 1988                 |                     |                                                                     |
| Средно образователно етническо училище                                                        | учебно заведение     | ул. Фрунзе 3                           | Стари Крим                          | 1999                 |                     |                                                                     |
| Средно общообразователно училище                                                              | учебно заведение     |                                        | Кулевча (село в Саратски район)     |                      |                     |                                                                     |
| Средно училище № 1 със задълбочено изучаване на славянски езици                               | учебно заведение     | ул. Логинов 28                         | Била Церква                         |                      |                     |                                                                     |
| Тръновско училище № 16                                                                        | учебно заведение     | квартал Тръновка                       | Николаев                            |                      |                     |                                                                     |
| Украинско–български многопрофилен лицей                                                       | учебно заведение     | ул. Катедрална 115                     | Приморск                            | 1996                 |                     |                                                                     |
| Училище                                                                                       | учебно заведение     | ул. Калинин 79                         | Чийшия (село в Болградски район)    | 1960                 |                     |                                                                     |
| Танцов състав „Лудо–Младо“ (към Български младежки клуб „Актив“)                              | фолклорен състав     |                                        | Одеса                               | 2009                 |                     |                                                                     |
| Български младежки клуб „Актив“                                                               | младежка организация |                                        | Одеса                               | 2009                 |                     |                                                                     |
| Одески областен съюз на българската младеж                                                    | младежка организация |                                        | Одеса                               | 2001                 |                     |                                                                     |